# Böne
Böne är kyrkbyn i Böne socken i Ulricehamns kommun i Västergötland. Här ligger Böne kyrka och Lönnarp, förlaga till Änglagård.